# Elachertodomyia
Elachertodomyia is een geslacht van vliesvleugeligen uit de familie Pteromalidae. De wetenschappelijke naam van dit geslacht is voor het eerst geldig gepubliceerd in 1917 door Girault.

## Soorten
Het geslacht Elachertodomyia is monotypisch en omvat slechts de volgende soort:
- Elachertodomyia phloeotribi (Ashmead, 1896)